# David Depetris
David Alberto Depetris, né le 11 novembre 1988, né à Santa Fe en Argentine est un footballeur international slovaque. Il évolue au poste d'attaquant.

## Carrière
Révélé à l'Atlético de Rafaela en Argentine, il obtient la nationalité italienne, d'où vient sa famille[réf. nécessaire], et signe en Europe en 2008, à Trenčín en Slovaquie. Après cinq années passées dans le pays, il est naturalisé le 21 mars 2013 et se trouve peu après sélectionné en équipe de Slovaquie.
Il débute saison 2012-2013 sur les chapeaux de roue, inscrivant un quadruplé contre le FC Nitra le 14 juillet 2012. Alors qu'il est le meilleur buteur du championnat, il est cédé en cours de saison au Çaykur Rizespor en Turquie. Il ne parvient toutefois pas à s'y imposer, et se voit prêté en 2014 au club tchèque du Sigma Olomouc. Il est ensuite transféré au Mexique, au Monarcas Morelia. Avec cette équipe, il joue deux matchs en Copa Libertadores, inscrivant un but contre le club bolivien de The Strongest La Paz.
En 2015, il retourne en Slovaquie, au Spartak Trnava.
David Depetris reçoit deux sélections en équipe de Slovaquie lors de l'année 2013 : la première, contre la Roumanie, et la deuxième, contre Gibraltar. Il s'agit de matchs amicaux. Le second match, contre Gibraltar, n'est toutefois pas reconnu par la FIFA.